# Tear in My Heart
《Tear in My Heart》是美国音乐组合二十一名飞行员创作和录制的一首歌曲，收录在他们的第四张录音室专辑《Blurryface》中。这首歌于 2015 年 4 月 6 日作为单曲发行，并于同年 4 月 14 日登上电台。

## 背景
《Tear in My Heart》是一首献给所爱之人的颂歌，泰勒·约瑟夫的妻子珍娜是这首歌的灵感来源。其歌词表达了约瑟夫对妻子的深情。歌曲的桥段部分是关于他在一次家庭度假之后，独自开车载着睡着的珍娜回到位于俄亥俄州的哥伦布的家。歌曲讲述了约瑟夫的妻子如何将他从一潭死水中惊醒。歌曲对于陷入恋爱的描绘使得它与《Blurryface》关注负面心理情感的其他歌曲不同。

## 音乐
《Tear in My Heart》是一首快节奏的流行歌曲，时长三分八秒。这首歌的节拍活力十足、带有夏日气息，有独立流行的风格，乐器上，歌曲由贯穿始终的钢琴和摇滚乐器组成。根据Alfred Music在Musicnotes.com上发布的乐谱，它用四四拍写成，节奏中等偏快，为每分钟120拍。《Tear in My Heart》以D大调创作，而约瑟夫的人声跨越一个八度和六个音符，从低音F3到高音D5。这首歌的前奏和主歌有 D–F♯–G 的基本序列，在导歌部分，和弦在A7和A之间交替，在副歌处，和弦进行未G (add9)–A–Bm–A/C♯–D–A ，在桥段期间的和弦进行为D大调。
音乐作品由钢琴和弦弹奏和Trance键盘组成，并包括由打响指组成的分解片段。 《Tear in My Heart》是一首强有力的、充满抓耳旋律的歌曲，由突出的钢琴伴奏推动。音乐编曲以震撼的大三和弦开场。这首歌气氛明快，由愉悦的钢琴和弦组成，明媚、合成器驱动的旋律和激励人心的副歌中交织在一起。在桥段部分，推进性的单和弦乐句始终以D小调演奏，带有摇摆感。
从歌词上来说，《Tear in My Heart》是一首激励人心的情歌，歌词朴实真诚。这首歌曲风格活泼、诙谐，有着明快的副歌：“我的心是我的盔甲/她是我心中的破口/她是一位雕刻师。”约瑟夫以歌词中形容出的露骨景象，表达出了心头之爱：“她是一个雕刻师/她是一个微笑的屠夫。”在第二段主歌中他唱道：“收音机里的歌曲还好，但我对音乐的偏好就如同你的脸庞。”在这首歌的桥段，约瑟夫唱道自己一边开车一边要当心撞到坑洼而吵醒正在车里睡觉的妻子“你在我开动着的车里睡着了，但没关系，我会避开这些洞，这样你就不会被吵醒。”

## 乐评
另类新闻的布莱恩·克劳斯将《Tear in My Heart》称为“充满活力的流行歌曲”。同一刊物的 Dan Leroy 称赞它是“一首令人振奋的情歌，配以同样明快的副歌”，并声称它描绘了二十一名飞行员更有趣的一面。《Slate》的卡尔·威尔逊 (Carl Wilson) 认为这首歌的桥段“是一个本真动人的片刻，但它也让人想到基础设施的缺失背后的社会契约失效。”《誠懇家日報》的安妮·尼科洛夫和特洛伊·史密斯认为，“歌词有时很暖心……有时也很俗。”更进一步，史密斯称这首歌“朗朗上口”，并说“它有大卫·鲍伊碰见俏妞的死亡计程车的氛围。”New Haven Register的 Jo Ferraro 评论道：“《Tear in My Heart》明丽、接近披头士乐队风格、由合成器主导的旋律，其中加入了一点威利旺卡的《纯粹想象力》。”《奥斯汀纪事报》的凯文·柯蒂斯 (Kevin Curtis) 声称，“这些飞行员在《Tear In My Heart》中成功表现了真挚的爱。”Kerrang!的山姆·劳 (Sam Law) 将这首歌描绘为“直抒胸臆的情歌，呈现了约瑟夫处于“兴奋的恋爱状态”。
《Spin》的布伦南·卡利认为这“与里德的其他热门单曲不同”。来自《Renknown for Sound》的安德烈·库西奇 (André Curcic) 称这首单曲“非常朗朗上口，就像夏日颂歌一样。这首歌展示了一种更适合流行音乐的声音，显示了专辑的多样性。”Loudwire的查德·奇尔德斯 (Chad Childers) 将其称为“一首献给挚爱之人的朗朗上口的颂歌”。《PopMatters》的约书亚·科珀曼 (Joshua Copperman) 将其称为“胜利”，称赞《Tear in My Heart》是组合的“最佳纯流行单曲”。Fuse的 Maria Sherman 称这首歌为“年度最佳摇滚歌曲之一”。

### 荣誉
《Tear in My Heart》获得2016 年青少年选择奖音乐选择摇滚歌曲提名。这首歌还被《Rock Sound》评为年度转发次数第十多的歌曲。

## 商业表现
乐队上张专辑《Vessel》在另类电台中取得了些许成功，也在家乡俄亥俄州哥伦布市以外获得追随者，但《Tear in My Heart》是他们第一首在全国范围的电台大获成功的歌曲。这首歌于 2015 年 7 月在美国告示牌另类歌曲排行榜上排名第二。

## 音乐录影带
《Tear in My Heart》的音乐录影带由马克·克拉斯菲尔德 (Marc Klasfeld)执导，在洛杉矶唐人街拍摄。除了两位乐队成员之外，主唱泰勒·约瑟夫上个月与他结婚的妻子珍娜·布莱克也出现在音乐视频中。泰勒和珍娜一起为歌曲录影带练习打斗场景。克拉斯菲尔德给他们发送了一段三十秒的打斗动作的影片，并让他们做这里面的动作。在接受另类新闻采访时，珍娜回忆道：“我们收到（影片）的时候已经是深夜了。我确信（在训练动作的时候）我们酒店周围的人都在想，‘他们在里面做什么？’”在实际拍摄期间，泰勒告诉珍娜不要担心，只管去做。她说：“我第一次假摔他的时候，他完全没有躲。确实有一些时刻我能感觉到我打他的力气很大。那天他肯定被我打伤了。”
与他们的主打单曲《Fairly Local》阴沉的音乐录影带相比，《Tear in My Heart》的音乐录影带色彩缤纷，以唐人街为背景。它描绘了泰勒·约瑟夫和乔什·邓在唐人街的城镇广场上表演。该影片还由泰勒的妻子珍娜·约瑟夫主演，她是这首歌的灵感来源。她在整个音乐录影带中出现，殴打她的丈夫，直到他流血。

## 现场表演

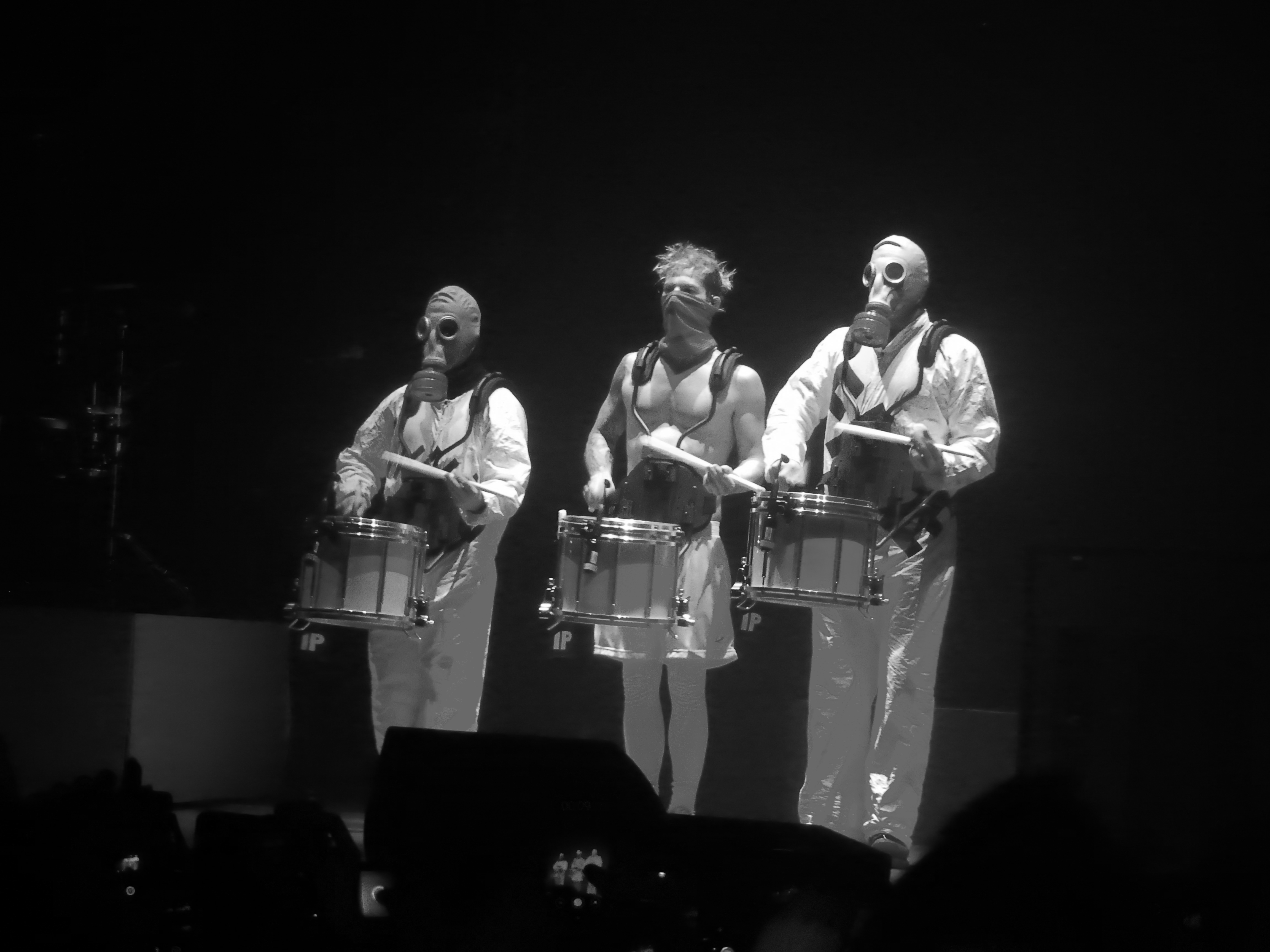
二十一名飞行员在现场表演“Tear in My Heart”混音版的图片。

二十一名飞行员在加利福尼亚州洛杉矶希腊剧院现场用《Tear in My Heart》做演出结尾曲目，《Goner》和《Trees》作为加演。两人在观众当中敲着低音鼓，被前排歌迷抬着。

## 曲目列表
| 数字下载 / 流式播放 | 数字下载 / 流式播放 | 数字下载 / 流式播放 |
| 曲序                | 曲目                | 时长                |
| ------------------- | ------------------- | ------------------- |
| 1.                  | Tear in My Heart    | 3:08                |

## 人员
二十一名飞行员
- 泰勒·约瑟夫 – 歌曲创作、声乐、钢琴、编程、执行制作人、联合制作人
- 乔什·邓 – 鼓

额外人员
- Ricky Reed – 制作人、贝斯吉他、编程、执行制作人
- 德鲁·卡普纳 – 工程
- Alex Gruszecki – 助理工程师
- 尼尔·阿夫伦 – 混音
- Scott Skrzynski – 助理混音工程师
- 克里斯·沃尔顿 – 执行制片人

## 排行榜
| 榜单 (2015–16)                   | 最高 排位 |
| -------------------------------- | --------- |
| Australia (ARIA)                 | 60        |
| 加拿大（Canadian Hot 100）       | 88        |
| 加拿大（《告示牌》Canada Rock）  | 11        |
| 日本（Japan Hot 100）            | 68        |
| 美国（《告示牌》百大單曲榜）     | 82        |
| 美國（《告示牌》Hot Rock Songs） | 6         |
| 美國（《告示牌》Rock Airplay）   | 2         |

| 榜单 (2015)                   | 排位 |
| ----------------------------- | ---- |
| US Hot Rock Songs (Billboard) | 14   |
| US Rock Airplay (Billboard)   | 9    |

## 销售认证
| 地區                           | 认证    | 认证单位/销量 |
| ------------------------------ | ------- | ------------- |
| 澳大利亚（澳大利亚唱片业协会） | 白金    | 70,000‡       |
| 加拿大（加拿大音乐协会）       | 2× 白金 | 160,000‡      |
| 波兰（波蘭音像製造商協會）     | 白金    | 20,000‡       |
| 英国（英国唱片业协会）         | 金      | 400,000‡      |
| 美国（美國唱片業協會）         | 2× 白金 | 2,000,000‡    |
| ‡僅含認證的+實際銷量           |         |               |

## 发布历史
| 地区 | 日期              | 格式                | 厂牌     |
| ---- | ----------------- | ------------------- | -------- |
| 全球 | 2015 年 4 月 6 日 | 数字下载 / 流式播放 | 拉麵工坊 |